# Bas Fontein
Bas Fontein (Amersfoort, 1978) is een Nederlands conceptueel kunstenaar die onder de naam BASBOEK kunstboeken publiceert.
Hij is medeoprichter van DIABP (Dutch Independent Art Book Publishers), het Museum voor Kunst in de Openbare Ruimte (KOR) en geeft les aan de HKU.

## Biografie
Bas Fontein studeerde af aan de Hogeschool voor de Kunsten Utrecht (beeldende kunst) en de Rietveld Academie in Amsterdam (taal & beeld). Als conceptueel kunstenaar werkt hij met fotografie en tekst èn publiceert hij sinds 1998 één boek per jaar onder zijn eigen label BASBOEK Publishers. Fontein is medeoprichter van Dutch Independent Art Book Publishers (DIABP): een collectief van makers/uitgevers dat samen naar de belangrijkste internationale beurzen voor kunst-, foto- en kunstenaarsboeken gaat, zoals in New York, Los Angeles, Parijs, Londen, Berlijn en Tokio. Ook worden zijn BASBOEKen gedistribueerd door Printed Matter, Walther König en Idea Books, waardoor ze in museumwinkels en boekhandels over de hele wereld te vinden zijn.

## Werk
Zijn bekendste publicatie is WAT TE DOEN/WHAT TO DO (2012), waarmee hij twee internationale prijzen voor het beste kunstenaarsboek won. WAT TE DOEN is een verzameling van ongevraagd advies dat Fontein tijdens zijn loopbaan kreeg over hoe je met kunst geld kunt verdienen. Dit boek was ook het begin van zijn ‘fluor serie’, een serie boekjes waarin de sociale positie van de kunstenaar telkens op een andere manier belicht en bevraagd wordt. Enkele titels uit deze serie zijn: Het Scheldwoorden voor Kunstenaars (2013), Kunstenaarsmoppen (2014) en 101 Artists Deleted from Dutch Art History (2019) en Artist as Toilet Attendant (2020), een selectie Facebook-berichten van Marin Hondebrink, waarin ze naast haar ontdekkingen in haar atelier, ook haar belevenissen deelt als toiletjuffrouw in het openbare toilet van Hoog Catharijne.
Sinds 2019 werkt Fontein ook aan de serie #alternativeartbookcovers. Dit zijn nepboeken gemaakt van houten paneeltjes (15 x 10 cm). Met verf, spuitbus en plakletters maakt hij bijna dagelijks een andere titel en cover. 

## Prijzen en Nominaties
- | Artist as a Toilet Attendant | Artist as a Toilet Attendant | Artist as a Toilet Attendant |
| ---------------------------- | ---------------------------- | ---------------------------- |
| Bas Fontein                  |                              |                              |
| Auteur(s)                    | Bas Fontein Marin Hondebrink | Bas Fontein Marin Hondebrink |
| Kaftontwerper                | Ingeborg Scheffers           | Ingeborg Scheffers           |
| Land                         | Nederland                    | Nederland                    |
| Reeks/serie                  | Fluor-serie                  | Fluor-serie                  |
| Uitgever                     | BASBOEK                      | BASBOEK                      |
| Officiële website            |                              |                              |
| Portaal Literatuur           |                              |                              |
| Portaal                      | Literatuur                   |                              |
- 2018 Shortlist Van Reekum Cultuurprijs
- 2014 Winner of the Fundacio Banc Sabadell with WHAT TO DO, Arts Libris, Barcelona
- 2013 The 4th Sheffield International Artist’s Book Prize, 1e prijs voor WHAT TO DO
- 2001 Prix de Rome, fotografie, nominatie, Amsterdam
- 2001 Tweede Sybren Hellinga Art Prize, nominatie, Art House SYB, Beetsterzwaag
- 1999 Young Talent II, Utrecht

## Publicaties
- 2020 Artist as a Toilet Attendant
- 2019 101 Artists Deleted from Dutch Art History
- 2019 Abusive Names for Artists, The Dicktionary, 3rd print
- 2018 Parallel Universe – Dutch coastlines, or other horizons
- 2017 MIND THE ARTIST – what’s on an artist’s mind
- 2016 WHAT TO DO / WAT TE DOEN, 4th print
- 2016 Artist Jokes / Kunstenaarsmoppen, 2nd print
- 2016 WHAT TO SAY / WAT TE ZEGGEN
- 2015 WHAT TO DO / WAT TE DOEN, 3rd print
- 2015 Abusive Names for Artists, The Dicktionary, 2nd print, first Dutch-English version
- 2014 Artist Jokes / Kunstenaarsmoppen
- 2013 Scheldwoordenboek voor Kunstenaars (Curse Word Dictionary for Artists)
- 2012 WHAT TO DO / WAT TE DOEN, 2nd print
- | WHAT TO DO           | WHAT TO DO         | WHAT TO DO         |
| -------------------- | ------------------ | ------------------ |
| Bas Fontein          |                    |                    |
| Auteur(s)            | Bas Fontein        | Bas Fontein        |
| Kaftontwerper        | Ingeborg Scheffers | Ingeborg Scheffers |
| Oorspronkelijke taal | Nederlands         | Nederlands         |
| Officiële website    |                    |                    |
| Portaal Literatuur   |                    |                    |
| Portaal              | Literatuur         |                    |
- 2012 Wandeling door Arnhem (Walk through Arnhem)
- 2011 Probleem kunst opgelost (Problem Art Solved)
- 2010 Visdraad
- 2010 Einmal um die Welt, 2nd print
- 2010 WAT TE DOEN
- 2009 Last Photos (series of 12 publications)
- 2009 I just arrived this morning
- 2008 Noon till noon
- 2007 Mislukte Ideeën

- 2006 Er is iets nieuws
- 2006 Einmal um die Welt| I will not make any more boring art books (#alternativebookcovers) | I will not make any more boring art books (#alternativebookcovers) | I will not make any more boring art books (#alternativebookcovers) |
| ------------------------------------------------------------------ | ------------------------------------------------------------------ | ------------------------------------------------------------------ |
| Bas Fontein                                                        |                                                                    |                                                                    |
| Auteur(s)                                                          | Bas Fontein                                                        | Bas Fontein                                                        |
| Kaftontwerper                                                      | Bas Fontein                                                        | Bas Fontein                                                        |
| Land                                                               | Nederlands                                                         | Nederlands                                                         |
| Officiële website                                                  |                                                                    |                                                                    |
| Portaal Literatuur                                                 |                                                                    |                                                                    |
| Portaal                                                            | Literatuur                                                         |                                                                    |
- 2004 Mijn broers reis in Indonesië
- 2004 Pocketcamera verkeerd om gehouden
- 2002 Vanuit Mijn Aquarium
- 2002 Bas’ Dubbele Boekhouding
- 2001 Bas als Vriend, een gebruiksaanwijzing
- 2001 Gedachten zonder CD
- 1999 Achterkant van Spiegel
- 1998 Zandkorrels uit Grintpad
- 1998 Eerste en Tweede Onvolledige Bundel